# Antonio Perino
Antonio Perino (fl. XX secolo) è stato un calciatore italiano, di ruolo centrocampista.
Era chiamato anche Perino I per distinguerlo da Perino II, anch'egli calciatore della Pro Vercelli.

## Carriera
Debutta in massima serie con la Pro Vercelli nel 1923-1924, disputando 82 gare e segnando 4 reti in cinque stagioni.